# 모스트 원티드 (1997년 영화)
《모스트 원티드》(영어: Most Wanted)는 미국에서 제작된 데이비드 글렌 호건 감독의 1997년 액션 스릴러 영화이다. 키넌 아이보리 웨이언스가 각본과 주연을 맡았고, 그 외에 존 보이트, 질 헤너시, 폴 소비노 등이 출연하였다. 에릭 L. 골드 등이 제작에 참여하였다.

## 출연
- 키넌 아이보리 웨이언스
- 존 보이트
- 질 헤너시
- 폴 소비노
- 로버트 컬프
- 에릭 로버츠
- 울프갱 보디슨
- 사이먼 베이커
- 존 딜
- 마이클 밀호언
- 터커 스몰우드
- 데이비드 그로
- 마이클 D. 로버츠
- 티토 라리바

## 기타 제작진
- 배역: 밸러리 매캐프리
- 의상: 아일린 멜처

## 우리말 녹음
KBS 성우진 (2001년 1월 21일)
- 김준 - 제임스 (키넌 아이보리 웨이언스)
- 박상일 - 그랜트 케이시 (존 보이트)
- 김병관
- 문영래
- 오세홍
- 이정구
- 이호인
- 윤병화
- 김익태
- 임성표
- 정미숙
- 구자형
- 김소형
- 김희선
- 김영진
- 류다무현